# ET-KING TOUR 2008 "どてっぱらにどっかん"
ET-KING TOUR 2008 "どてっぱらにどっかん"（イーティー・キング　ツアー2008 "どてっぱらにどっかん"）は、日本のJ-POPグループであるET-KINGのメジャー2枚目のDVDでライブDVD。発売元はユニバーサルJ。

## 概要
ET-KING 初のワンマンツアーの初日、6月14日大阪なんばHatchでのライブの模様を収録。
「スカッと一発！」のゲストヴォーカル、大西ユカリとの協演も収録。

## 収録曲
1. 纏
2. ギフト
3. 華舞台
4. ドーナッツ
5. やまんでダンス
6. うまい!お弁当
7. 夏大盛り 2008
8. 大花火
9. [LOVE & SOUL]メドレー
10. スカッと一発! feat.大西ユカリ
11. 愛しい人へ
12. ふたりの歌
13. Beautiful Life
14. まだまだ
15. 晴レルヤ
16. シャンパンゴールド
17. 陽あたり良好
18. さよならまたな